# Roseala bourgognei
Roseala bourgognei är en fjärilsart som beskrevs av Pierre E.L. Viette 1950. Roseala bourgognei ingår i släktet Roseala och familjen rotfjärilar. Inga underarter finns listade i Catalogue of Life.